# Bardo

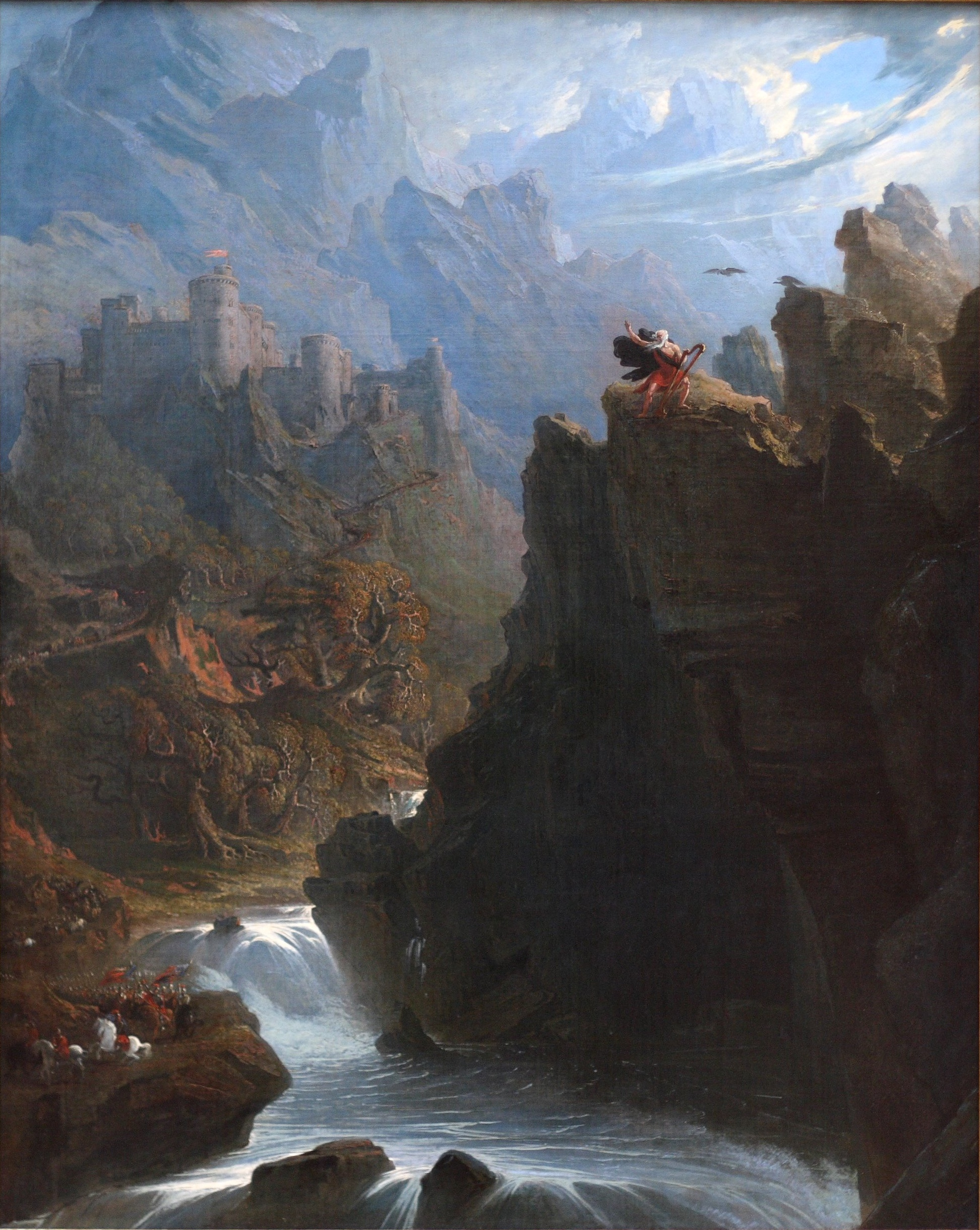
Il Bardo (circa 1817) di John Martin.

Il bardo era un antico poeta-cantore di imprese e gesta epiche presso i popoli celtici, per certi versi raffrontabile agli aedi greci. Egli era un cantastorie professionista, rimatore, musico, esperto di storia orale e genealogista, ingaggiato da un mecenate di alto lignaggio, come un rix o un nobile, per lodarne le azioni e commemorare uno o più dei suoi antenati; in ultima istanza, aveva il compito di cantare e narrare i trascorsi e gli eroismi del clan del suo patrono al fine di cimentare i legami tribali tra diversi clan e mantenere la memoria storica.
In origine i bardi erano una classe inferiore di poeti, mentre il rango superiore era composto dai vati, noti come filí in Irlanda e nelle Highlands al tempo del regno di Alba.
Con il declino di una fiorente tradizione bardica nel periodo moderno, il significato del termine si è allargato per indicare un menestrello o semplicemente un autore (specialmente uno famoso e abile). Ad esempio, William Shakespeare e Rabindranath Tagore sono rispettivamente conosciuti come "il Bardo di Avon" (spesso semplicemente "il Bardo") e "il Bardo del Bengala".

## Origine del nome
La parola deriva dal latino bardus, la cui prima attestazione è in Lucano. Il termine, trovato al plurale anche nel greco βάρδοι bárdoi, è sicuramente più antico e proviene dal proto-celtico *bardos, a sua volta esito del proto-indoeuropeo *gʷr̥dʰh₁-ó-s (lett. "colui che crea lodi"), la cui radice PIE *gʷerH- (originariamente "alzare la voce", poi "approvare, magnificare") è riscontrabile anche nel latino grātus (e derivati: grātuītus, grātia, grātēs), nel gallico βρατου ("al giuramento", ritrovato in epigrafi scritte in alfabeto greco), nell'osco brateis "ringraziamento", nell'antico irlandese bráth "sentenza, Giudizio universale", nel medio bretone barz "menestrello", nel medio gallese bardd "rimatore, cantante", nell'antico cornico barth "giullare" e nel sanscrito गृणाति gṛṇā́ti ("[egli] invoca, loda"). Il termine bardo entrò due volte in germanico occidentale, come accaduto per l'inglese bard: l'esito semidotto dal latino bardus fu affiancato da bard, preso in prestito (compare a partire dal XV secolo) dal gaelico scozzese bàrd, che risale alla parola protoceltica attraverso la mediazione dell'antico e medio irlandese bard.
La parola latina barditus "grido di guerra dei Germani", riportata da Tacito nella sua Germania («quem barditum vocant»), potrebbe anche essere collegata al celtico bardos, anzi essere la latinizzazione di una parola proto-germanica presa in prestito dalla radice protoceltica.
Bardo compare per la prima volta in ambito ufficiale in un documento scritto in gaelico scozzese del 1449, per indicare, spesso con atteggiamento denigratorio, un musicista itinerante. Un'ordinanza locale scozzese (ma scritta in scots) circa risalente al 1500 riporta quanto segue: «All vagabundis, fulis, bardis, scudlaris, and siclike idill pepill, sall be brint on the cheek» ("Tutti i vagabondi, i folli, i bardi, gli scaldi e la gente di simile condizione verranno presi a calci"). A partire dal XVI secolo il termine bard entra stabilmente in inglese e gradualmente si riscatta nel significato.

## Storia dei bardi
Nella società medievale gaelica e gallese, un bard (in goidelico) o bardd (in gallese) era un poeta che esercitava dietro pagamento, impiegato per comporre eulogi e lodi per il suo signore. Se il "datore di lavoro" non pagava la somma pattuita, il bardo componeva una satira (cfr. filí e fáith, indicanti due classi diverse). In altre società indoeuropee, la stessa funzione era svolta dagli scaldi, o dai rapsodi, o dai menestrelli e scops, tra gli altri. Una casta ereditaria di poeti professionisti nella società proto-indoeuropea è stata ricostruita confrontando la posizione dei poeti nell'Irlanda medievale e nell'antica India in particolare.
I bardi (che non sono gli stessi degli irlandesi "filidh" o "fili") erano coloro che cantavano le canzoni che ricordano le gesta di coraggio dei guerrieri tribali, nonché le genealogie e le storie familiari degli strati dominanti tra Celti società ic. I popoli celtici precristiani non registrarono storie scritte; tuttavia, i popoli celtici mantennero un'intricata storia orale affidata alla memoria e trasmessa da bardi e filidi. I bardi hanno facilitato la memorizzazione di tali materiali mediante l'uso di metro, rime e altri espedienti e formule poetiche.
Uno dei bardi più importanti della mitologia irlandese era Amergin Glúingel, un bardo, druido e giudice dei Milesi.
Inizialmente i bardi formavano, insieme ai druidi e ai vati, le tre caste sacerdotali delle popolazioni celtiche. I bardi erano i conservatori del sapere del popolo, quindi venivano istruiti per memorizzarne tutte le tradizioni e i miti. In alcune regioni erano distinguibili dagli altri due ordini per uno speciale mantello che indossavano.
Nella società gaelica e gallese, un bardo era un poeta professionista, impegnato nel comporre elogi per il proprio signore (designato in vari modi). Se questo datore di lavoro si rifiutava di pagare il compenso stabilito, il bardo componeva una satira. Nelle altre società europee, la stessa funzione era completamente ricoperta da scaldi, menestrelli e rapsodi.
Durante il Romanticismo, quando la conoscenza della cultura celtica fu accresciuta da leggende e miti, il termine bardo fu reintrodotto nella lingua germanica occidentale, questa volta direttamente dalla lingua inglese, nel senso di "poeta lirico", idealizzato da scrittori come il romanziere romantico scozzese Sir Walter Scott.
La parola era stata presa dal latino bardus, dal greco bardos, provenienti a loro volta dal termine gallico, che descrive una classe di sacerdoti celti (vedi anche druidi e vati). Da questo uso romantico del termine deriva l'epiteto "il Bardo", assegnato a William Shakespeare e a Robert Burns.
Nell'Irlanda medievale erano molto diffuse le cosiddette scuole "bardiche". Sebbene la funzione primaria di queste scuole fosse l'educazione gaelica, esse contribuivano anche a preservare le antiche tradizioni gaeliche, cosa che successe fino al diciassettesimo secolo, prima che l'Irlanda non si adattasse anch'essa al concetto di erudizione universitaria.

## I bardi nella società
Bardo oramai significa giullare, poeta prezzolato, ma le origini dei bardi non sono certo queste.
Presso i Britanni, gli Aquitani e tutte le varie etnie sconfitte da Giulio Cesare, i bardi erano personalità importanti. Erano cantori raminghi, giullari sì ma dotti, poiché narravano gesta e leggende di cose realmente accadute, ingigantendole. Il bardo era dunque un latore di notizie, il cui compito fondamentale era informare, raccontare cosa stesse succedendo in terre lontanissime e irraggiungibili per chi ascoltava.
C'era una superstizione sui bardi: grossa sfortuna portava non ospitare un bardo; rifiutare acqua e cibo ad un bardo in viaggio, che bussasse alla porta, avrebbe assicurato grandi sventure. I bardi erano soliti fermarsi anche presso le osterie, senza alcuna pretesa; spettava al buon cuore dell'oste dare una stanza per la notte in cambio dei lieti racconti del bardo. La stessa accoglienza veniva offerta anche nei castelli dei lord.
A fianco dei bardi stavano i filid, vati e sapienti che anche curavano gli ammalati. Gli airfideach suonavano il flauto e l'arpa.
Il bardo finisce in pianta stabile presso la corte di un sire. Il bardo finiva con l'essere anche un consigliere del lord, che, non potendo viaggiare, trovava sempre utili l'esperienza e le conoscenze di un bardo errante.

## Gli eredi dei bardi
Al giorno d'oggi, in Galles, la Gorsedd of Bards è una società in cui i membri onorari sono tutti coloro che hanno portato grande onore al Galles con le loro imprese.
Nel XX secolo il termine bardo ha perso molta della sua connotazione originale dell'epoca celtica o romantica e può riferirsi ad un poeta professionale o un cantore, qualche volta in tono velatamente ironico. Nell'Unione Sovietica i cantautori che cantavano fuori dal regime sovietico furono chiamati così negli anni sessanta.
I Bardi istituirono uno dei tre gradi dell'Ordine dei Bardi, dei Vati e dei Druidi, un ordine neo-druidico nato in Inghilterra.

## Bardi "autorevoli"
Sicuramente la vita di ogni bardo è da considerarsi degna di fama, per l'importante ruolo che ha giocato nelle società.
Inoltre, col termine bardo sono stati apostrofati diversi personaggi della letteratura:
- The Bard of America and Bard of democracy è Walt Whitman;
- The Bard of Avon (o, in Gran Bretagna, semplicemente The Bard) è William Shakespeare;
- The Bard of Ayrshire (o in Scozia semplicemente The Bard) è Robert Burns;
- The Bard of Onley è William Cowper;
- Tha Bard of Rydal Mount è William Wordsworth;
- The Bard of Salford è un affezionato soprannome dato a John Cooper Clarke;
- J. K. Rowling, la scrittrice della saga di Harry Potter, ha scritto un libro, il cui ricavato è stato devoluto in beneficenza, che contiene delle fiabe per giovani maghi. Questo libro appare in Harry Potter e i Doni della Morte come dono da parte di Albus Silente per Hermione e il titolo è Le fiabe di Beda il Bardo.
- L'apprendista bardo è un romanzo di formazione per ragazzi dello scrittore Federico Leonardo Giampà, ambientato nella Francia medievale e direttamente ispirato al Ciclo bretone e alla figura del leggendario bardo Ossian.

In campo musicale, anche i Blind Guardian, band power metal fondata nella metà degli anni ottanta in Germania, conquistarono la simpatia del pubblico e la nomea di bardi con le canzoni The Bard's Song: In the Forest e The Bard's Song: The Hobbit dell'album Somewhere Far Beyond, ispirate al romanzo di J. R. R. Tolkien Lo Hobbit. In the Forest è diventata la canzone simbolo dei Blind Guardian.
- The Bard's Song (In the Forest)

(Blind Guardian,The bard's song da Somewhere far beyond, 1992)